# Tanizen
Agustín más conocido en el mundo del streaming como Tanizen o Tani, es un streamer de Twitch con gran pasión por los videojuegos, reconocido por su participación en servidores de GTA Roleplay, Minecraft,Rust, etc.
Siendo su contenido principal el GTA RolePlay y Minecraft,  estando en los servidores de Tortillaland, DragonLand, ,Squidcraftgame, Exodo, MinecraftExtremo o Dedcraft, Dedsafio.

## Vida Personal
Tanizen contrajo matrimonio en 2017 con Tamy Queen, cuyo nombre real es Tamara. Desde entonces, han mantenido una relación estable y alejada en gran medida del foco mediático, aunque ocasionalmente comparten momentos de su vida familiar en redes sociales. Fruto de su matrimonio, tienen dos hijos: Enzo y Alejandra, quienes han sido mencionados  publicaciones personales del creador de contenido, directos , etc., Reflejando la importancia de su familia en su vida. Tanizen ha expresado en diversas ocasiones que el apoyo de su esposa e hijos ha sido fundamental para su carrera y crecimiento personal y que sin ellos el no podría estar ahí.
1. ↑  eSports, Movistar (17 de octubre de 2022). «Tanizen: señor de los anillos, hijo del rol». Movistar eSports. Consultado el 19 de mayo de 2025.

## Carrera
Tanizen inició su carrera en el mundo digital en diciembre de 2006, publicando contenido en su canal de YouTube. Con el tiempo, se trasladó a Twitch, donde comenzó a ganar notoriedad en la comunidad hispanohablante. Su participación en servidores de GTA Roleplay, especialmente en MarbellaVice, le permitió colaborar con otros streamers reconocidos como AuronPlay, JuanSGuarnizo y Arigameplays, consolidando su presencia en el mundo del streaming.
A lo largo de su carrera, ha estado involucrado en diversas series y proyectos en línea, como Minecraft Extremo, una miniserie en la que participaron cerca de 60 streamers, y Proyecto 176, una serie de GTA Roleplay que debutó en marzo de 2023 tras la cancelación de su proyecto anterior, The Last One .
Es dueño el actual mejor servidor de gtavrp de habla hispana llamado FAMILYRP

## Controversias
En enero de 2025, Tanizen expresó su descontento con los ingresos generados por los anuncios en Twitch, señalando que, a pesar de realizar transmisiones de 8 horas con una media de 600 a 700 espectadores, los ingresos por anuncios eran significativamente bajos. Este comentario generó debate en la comunidad sobre la monetización en la plataforma .

## Ascenso a la popularidad
El gran salto en su carrera llegó en 2021, cuando se unió al servidor de GTA Roleplay Marbella Vice, un proyecto dirigido por Ibai Llanos y otros creadores reconocidos. En este servidor, Tanizen interpretó al carismático Comisario Agustín García, un personaje que rápidamente se volvió viral dentro de la comunidad. Su forma de improvisar, su relación con otros personajes y su constante implicación en tramas importantes lo destacaron entre los cientos de streamers participantes.
A partir de entonces, Tanizen fue invitado a participar en numerosos proyectos colaborativos de GTA, como:
- OrigenLS, uno de los servidores de roleplay más grandes en español.
- LondonEye, servidor ambientado en Londres.
- FamilyRP, un proyecto propio enfocado en el roleo serio, que fundó junto a otros creadores conocidos

## Premios esland

### 2023-2024
- Mejor Serie de Contenido: Minecraft Extremo (junto a AuronPlay y otros)  Tanizen participó en esta exitosa serie de Minecraft, que fue galardonada como la mejor serie de contenido en los Premios Esland 2024.

### 2022-2023
- Nominado a Roleplayer del Año   Tanizen fue nominado en esta categoría, destacándose por su participación en servidores de GTA V Roleplay, como Marbella Vice I.

## Series que ha ganado

### RingCraft (2022)
- Descripción: Competencia de Minecraft organizada por TheGrefg, donde equipos de streamers se enfrentaban en desafíos para obtener un premio monetario.
- Participación de Tanizen: Integró el equipo de AuronPlay, demostrando habilidades estratégicas y de colaboración.
- Logro destacado: El equipo de AuronPlay ganó el torneo, y su emotiva reacción al recibir el premio fue ampliamente compartida en redes sociales.Dedsafio Pokémon (2024)

- Descripción: Competencia organizada por el streamer DED, donde participantes se enfrentaban en desafíos dentro del universo Pokémon.
- Participación de Tanizen: Tanizen fue uno de los competidores destacados, mostrando su conocimiento y habilidades en el juego.
- Logro destacado: Tanizen se coronó campeón del torneo, siendo reconocido por su desempeño y estrategia durante la competencia junto a su ayudante PokeCarlengues.

1. ↑  «Tanizen: “Me gustaría ver a Noni y a Arigameplays en KPI Gaming”». El Plural. 23 de septiembre de 2022. Consultado el 19 de mayo de 2025.
2. ↑  «FamilyRP». Wiki GTA Roleplay. Consultado el 19 de mayo de 2025.
3. ↑  «Todos los personajes de Marbella Vice, la serie Ibai Llanos en GTA». MARCA. 12 de abril de 2021. Consultado el 19 de mayo de 2025.